# Stepen
Stepen (cyr. Степен) – wieś w Bośni i Hercegowinie, w Republice Serbskiej, w gminie Gacko. W 2013 roku liczyła 80 mieszkańców.